# Opsidia diadema
Opsidia diadema är en tvåvingeart som beskrevs av Thomas Pape 2002. Opsidia diadema ingår i släktet Opsidia och familjen köttflugor. Inga underarter finns listade i Catalogue of Life.